# Тиркушковые
Тиркушковые (лат. Glareolidae) — семейство птиц из отряда ржанкообразных (Charadriiformes).
Птицы средней величины. Короткий клюв; разрез рта глубокий, доходящий до переднего края глаз. Распространены в пустынях, степях и полупустынях Африки, Азии, Европы, Австралии. 

## Классификация
В семействе 2 подсемейства с 17 современными видами, на территории России представлены 4 (отмечены *):
- Подсемейство Cursoriinae — Бегунки
  - Род Cursorius — Бегунки
    - Cursorius coromandelicus — Коромандельский бегунок
    - Cursorius cursor — Бегунок*
    - Cursorius rufus
    - Cursorius somalensis
    - Cursorius temminckii — Бегунок Темминка

  - Род Rhinoptilus
    - Rhinoptilus africanus — Двухполосый бегунок
    - Rhinoptilus bitorquatus — Бегунок Джердона
    - Rhinoptilus chalcopterus — Аметистовый бегунок
    - Rhinoptilus cinctus — Трёхполосый бегунок
- Подсемейство Glareolinae — Тиркушки
  - Род Glareola — Тиркушки
    - Glareola cinerea — Серая тиркушка
    - Glareola lactea — Малая тиркушка
    - Glareola maldivarum — Восточная тиркушка*
    - Glareola nordmanni — Степная тиркушка*
    - Glareola nuchalis — Белошейная тиркушка
    - Glareola ocularis — Мадагаскарская тиркушка
    - Glareola pratincola — Луговая тиркушка*

  - Род Stiltia
    - Stiltia isabella — Длинноногая тиркушка
- Glareolidae incertae sedis
  - Род Boutersemia † — 33,9—28,4 млн. лет назад, Европа[3]
    - Boutersemia belgica †
    - Boutersemia parvula †